# Riesenanemone
Die Riesenanemone (Stichodactyla gigantea) ist eine Seeanemone aus den tropischen Korallenriffen des Roten Meeres und des Indopazifiks. Entgegen ihrem deutschen Trivialnamen und des Art-Epithetons gigantea ist sie nicht die größte Seeanemonenart, sondern nur bedeutend größer als die bisher den europäischen Forschern bekannten Seeanemonen, als sie Stichodactyla gigantea im Roten Meer zum ersten Mal entdeckten. Die größte Seeanemone ist Mertens Anemone (Stichodactyla mertensii).

## Verbreitung
Im Indischen Ozean lebt sie im Golf von Aden und in den Korallenriffen an den Küsten Südindiens, Sri Lankas und der Malediven bis zur südlichen Andamanensee und der Küste Indonesiens, nicht jedoch im Arabischen Meer und im Persischen Golf. Im Pazifik bewohnt sie die Küsten Indonesiens, der Philippinen, Taiwans, der Ryūkyū-Inseln außerdem die Gewässer um Neuguinea, der Salomon-Inseln, Vanuatus, Neukaledoniens und das Great Barrier Reef an der Nordostküste Australiens, sowie Südmikronesien. Sie ist lokal sehr häufig, kommt vor allem in sehr flachem Wasser vor und kann bei Ebbe sogar freiliegen.

## Merkmale
Riesenanemonen sind von weißer, grüner oder gelbbrauner Farbe. Ihre gefaltete Mundscheibe erreicht einen Durchmesser von bis zu 50 Zentimetern. Sie ist meist gelblich, rosa, grünblau oder graugrün gefärbt, der Fuß eher grau oder braun, selten rosa, blau, grün oder purpurn. Die Tentakelspitzen kontrastieren oft mit der Mundscheibenfarbe und sind dann blau oder kastanienbraun. Die Tentakel der Anemone nesseln nicht, sind aber sehr klebrig und reißen ab, wenn ein Taucher die Hand zurückzieht.

## Lebensweise
Die Riesenanemone lebt auf Sandböden zwischen Fels- und Korallenriffen. Bei Gefahr zieht sie sich langsam in das Substrat zurück. Sie lebt mit Zooxanthellen in Symbiose, von denen sie einen Teil ihrer benötigten Nährstoffe bekommt. Die Riesenanemone ist eine Symbioseanemone und wichtiger Symbiosepartner der Anemonenfische. Insgesamt sieben Arten der Anemonenfische, unter anderem die beiden Arten der Clownfische akzeptieren sie als Partner. 